# Abelsk gruppe
En abelsk gruppe (eller en kommutativ gruppe) er inden for matematikken en gruppe, (G, *), hvor den tilhørende operator, *, er kommutativ; for alle a og b i G skal gælde a * b = b * a. Grupperne er opkaldt efter den norske matematiker Niels Henrik Abel. Teorien om abelske grupper er generelt simplere end for de ikke-abelske. Dog danner uendelige abelske grupper grundlag for et aktivt forskningsområde i matematikken.

## Eksempler
Heltallene, Z, danner en abelsk gruppe under addition (n + m = m + n for alle heltal n og m) og det samme gør mængden af heltal modulo n, Z/nZ. Faktisk er enhver cyklisk gruppe, G, abelsk, da der for x og y i G gælder xy = aman = am + n = an + m = anam = yx. 
Enhver ring er en abelsk gruppe mht. additionsoperatoren. I en kommutativ ring danner mængden af invertible elementer (dvs. enhederne) en abelsk multiplikativ gruppe. Specielt er de reelle tal en abelsk gruppe under addition, mens de reelle tal fraregnet nul er en abelsk gruppe under multiplikation.
Enhver undergruppe af en abelsk gruppe er normal, så enhver undergruppe giver anledning til en kvotientgruppe. Undergrupper, kvotientgrupper, og den direkte sum af abelske grupper er igen en abelsk gruppe.
Mængden af kvadratiske matricer danner en gruppe under multiplikation, der ikke er en abelsk gruppe, da matrixmultiplikation generelt ikke er kommutativt.